# Bibliotheek Eemland
De Bibliotheek Eemland telt zeven vestigingen, vijf huiskamerbibliotheken, verschillende schoolbibliotheken en servicepunten.  Het dienstverleningsgebied van de Bibliotheek Eemland bestrijkt meer dan 200.000 inwoners uit vijf gemeentes: Amersfoort, Baarn, Bunschoten-Spakenburg, Leusden en Woudenberg.

## Geschiedenis
In 1913 werden zowel de Openbare als RK Bibliotheek en Leeszaal in Amersfoort opgericht. In 1968 vond een fusie tussen deze beide bibliotheken plaats. De eerste was destijds gevestigd aan de Beukenlaan of Laantje, de andere aan de Kamp. In 1975 werd een gezamenlijk gebouw aan de Zonnehof betrokken. In 2014 verhuisde de centrale bibliotheek naar het Eemhuis, gelegen aan het Eemplein.

## Eemlandse schrijvers
In 2008 startte Bibliotheek Eemland (destijds Bibliotheek Amersfoort) met het aanleggen van een speciale collectie van schrijvers van 'eigen bodem'. Het bijzondere hieraan was dat alle schrijvers hier deel van uitmaakten; gepubliceerd bij officiële uitgevers, printing on demand of in eigen beheer. De criteria zijn: geboren of opgegroeid dan wel wonend in het werkgebied. Zo'n vijftig schrijvers uit Amersfoort vormden de start. In 2017 werd het aantal van 300 bereikt.